# Black Christmas (película de 2019)
Black Christmas es una película de slasher de 2019, dirigida por Sophia Takal, y escrita por Takal y April Wolfe. Está protagonizada por Imogen Poots, Aleyse Shannon, Brittany O'Grady, Lily Donoghue, Caleb Eberhardt, Simon Mead, y Cary Elwes. Parte de la franquicia de películas de Black Christmas, es la segunda nueva versión de la obra canadiense original del mismo nombre de 1974, misma que fue seguida por la versión de 2006; la trama de la cinta sigue a un grupo de hermanas de la fraternidad de mujeres de Hawthorne College, que son atacadas por un acosador desconocido.
Fue estrenada en Estados Unidos el 13 de diciembre de 2019 por Universal Pictures. La película recibió críticas negativas y recaudó casi $19 millones en todo el mundo con un presupuesto de $5 millones.

## Argumento
"Hawthorne College se está calmando durante las vacaciones. Una por una, las muchachas de la hermandad en el campus están siendo asesinadas por un acosador desconocido. Pero el asesino está a punto de descubrir que las jóvenes de esta generación no están dispuestas a convertirse en víctimas desafortunadas mientras montan una pelea hasta el final." — Universal Pictures

## Reparto
- Imogen Poots como Riley Stone.[10]
- Aleyse Shannon como Kris Waterson.
- Brittany O'Grady como Jesse Bolton-Sinclair.[11]
- Lily Donoghue como Marty Coolidge.
- Caleb Eberhardt como Landon.
- Cary Elwes como Profesor Gelson.
- Simon Mead como Nate.
- Madeleine Adams como Helena Rittenhouse.
- Nathalie Morris como Fran "Franny" Abrams.
- Ben Black como Phil McIllaney.
- Ryan McIntyre como Brian Huntley.
- Zoë Robins como Oona Apteao.
- Lucy Currey como Lindsay Helms.

## Producción
En junio de 2019, se anunció que Jason Blum estaba produciendo una versión de la película Black Christmas de 1974 a través de su estudio Blumhouse Productions junto a Adam Hendricks de Divide/Conquer y Ben Cosgrove. Además, Greg Gilreath y Zac Locke, también de Divide/Conquer, serían los productores ejecutivos de la película.
Sophia Takal fue elegida para dirigir la película, ella trabajó previamente junto a Blum en la serie Into the Dark de Hulu, mientras Imogen Poots, Aleyse Shannon, Brittany O'Grady, Lily Donoghue y Caleb Eberhardt firmaron para protagonizar la película. El mismo mes, Cary Elwes se unió al elenco en un papel principal aún no revelado.

### Rodaje
La producción comenzó en Nueva Zelanda el 24 de junio de 2019. La fotografía principal se realizó alrededor de Dunedin y Oamaru, con la Universidad de Otago como escenario principal de la película. La filmación terminó el 31 de julio de 2019.